# 藤錦千代吉
藤錦 千代吉（ふじにしき ちよきち、1920年1月9日 - 1961年6月28日）は、北海道寿都郡寿都町出身で二所ノ関部屋に所属した元大相撲力士。本名は福田 千代吉（ふくだ ちよきち）。最高位は東前頭18枚目（1948年10月場所）。現役時代の体格は177cm、90kg。得意手は右四つ、上手投げ。

## 来歴・人物
18歳の時に二所ノ関部屋へ入門し、1938年5月場所で初土俵。翌年1月、「藤錦」の四股名で序ノ口に付いた。
以来、徐々に番付を上げ、1945年11月場所で新十両に昇進。
そして、1948年10月場所で新入幕を果たした。
肩幅の広さを生かした投げ技を得意としたが、勝ち身が遅く、小柄な体格であった事も災いして幕内では活躍できなかった。
1950年5月場所後、30歳で廃業。
三段目にいた頃、後の横綱・千代の山（当時、「杉村」）に勝ち、その序ノ口以来の連勝記録を止めた相撲が印象に残る。
1961年6月28日、41歳という若さで急逝した。

## 主な戦績
- 通算成績：109勝104敗20休 勝率.512
- 幕内成績：8勝16敗 勝率.333
- 現役在位：24場所（※番付外1場所を除く）
- 幕内在位：2場所
- 各段優勝
- 三段目優勝：2回（1941年5月場所、1943年5月場所）

### 場所別成績
| 1938年 （昭和13年） | x                   | （前相撲）               | x                |
| 1939年 （昭和14年） | 東序ノ口18枚目 4–3  | 東序二段32枚目 5–3       | x                |
| 1940年 （昭和15年） | 東三段目63枚目 4–4  | 東三段目50枚目 3–5       | x                |
| 1941年 （昭和16年） | 西三段目50枚目 6–2  | 東三段目9枚目 優勝 7–1   | x                |
| 1942年 （昭和17年） | 西幕下31枚目 – 兵役 | 東幕下30枚目 4–4         | x                |
| 1943年 （昭和18年） | 東幕下26枚目 0–1–7  | 西三段目10枚目 優勝 7–1  | x                |
| 1944年 （昭和19年） | 西幕下29枚目 4–4    | 西幕下20枚目 2–3         | 西幕下21枚目 4–1 |
| 1945年 （昭和20年） | x                   | 西幕下3枚目 4–1          | 西十両10枚目 6–4 |
| 1946年 （昭和21年） | x                   | x                        | 西十両5枚目 6–7  |
| 1947年 （昭和22年） | x                   | 東十両8枚目 5–5          | 西十両4枚目 6–5  |
| 1948年 （昭和23年） | x                   | 東十両3枚目 8–3          | 東前頭18枚目 4–7 |
| 1949年 （昭和24年） | 西前頭20枚目 4–9    | 東十両2枚目 5–10         | 西十両5枚目 5–10 |
| 1950年 （昭和25年） | 西十両11枚目 6–9    | 西十両12枚目 引退 0–2–13 | x                |
| 各欄の数字は、「勝ち-負け-休場」を示す。 優勝 引退 休場 十両 幕下 三賞：敢=敢闘賞、殊=殊勲賞、技=技能賞 その他：★=金星 番付階級：幕内 - 十両 - 幕下 - 三段目 - 序二段 - 序ノ口 幕内序列：横綱 - 大関 - 関脇 - 小結 - 前頭（「#数字」は各位内の序列） |                     |                          |                  |

### 幕内対戦成績
| 力士名 | 勝数 | 負数 | 力士名 | 勝数 | 負数 | 力士名 | 勝数 | 負数 | 力士名       | 勝数 | 負数 |
| ------ | ---- | ---- | ------ | ---- | ---- | ------ | ---- | ---- | ------------ | ---- | ---- |
| 愛知山 | 0    | 1    | 明瀬川 | 0    | 1    | 五ツ海 | 0    | 1    | 梅錦         | 2    | 0    |
| 大内山 | 0    | 1    | 大熊   | 0    | 1    | 大起   | 0    | 1    | 大蛇潟       | 1    | 0    |
| 清恵波 | 0    | 1    | 九州錦 | 2    | 0    | 相模川 | 0    | 1    | 大岩山(羽衣) | 1    | 1    |
| 備州山 | 0    | 1    | 二瀬山 | 0    | 2    | 緑國   | 2    | 0    | 山口         | 0    | 1    |
| 若葉山 | 0    | 1    |        |      |      |        |      |      |              |      |      |

## 改名歴
- 藤錦 千代吉（ふじにしき ちよきち）1939年1月場所 - 1950年5月場所